# Anna Diersen

De zeetriumph der Bataafsche vrijheid, op Doggersbank. Slag bij de Doggersbank (1781), afbeelding met gedicht door J.L.F.V.B. (Johannes le Francq van Berkhey) over Johan Zoutman, Jan Hendrik van Kinsbergen en Hyde Parker

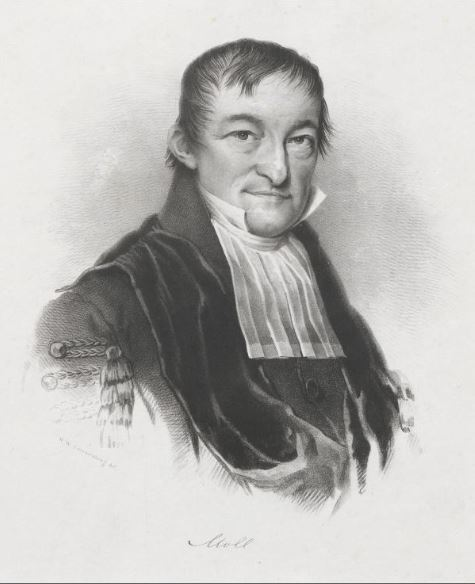
Haar zoon de natuur- en sterrenkundige hoogleraar Gerrit Moll (1785-1838)

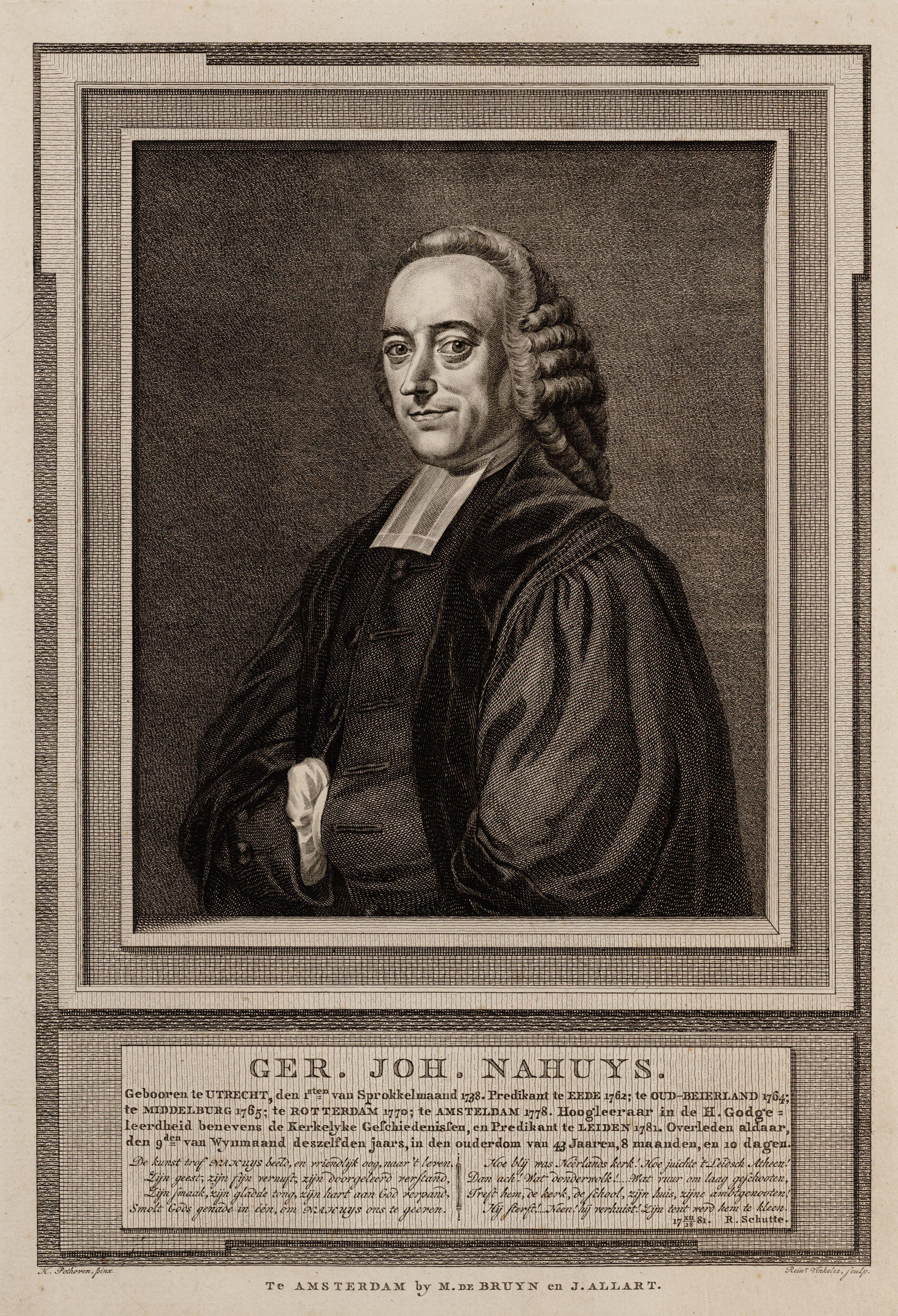
Hoogleraar Gerard Johan Nahuys (1738-1781). Diersen schreef een gedicht op zijn overlijden

Anna Diersen (ook bekend als Anna Moll-Diersen of Anna Moll, Amsterdam, gedoopt 26 januari 1766 - Amerongen, 12 januari 1831) was een Nederlands dichteres. Zij is vooral bekend om haar gedicht over de onbesliste Slag bij de Doggersbank in 1781, dat ze op 16-jarige leeftijd schreef.

## Leven
Anna Diersen was een dochter van Hendrik Diersen (gestorven vóór 1785) en Christiana Wilrath (rond 1734-1821) en had een zus Agneta (1773). Diersen trouwde rond 1784 met de geslaagde koopman Gerrit Moll (senior, 1755-1812) te Amsterdam. Ze kregen een zoon, de natuur- en sterrenkundige Gerrit Moll (1785-1838), en een dochter Catharina Christiana (1787).

## Gedichten
Aan het Vaderland.

Geluk mijn dierbaar Vaderland!
Geluk! Beroem U in Uw Helden;
Dat elk om stryd Hunn' lof vermelden!
Hunn' roem weêrgalm van strand tot strand!
..

Beur dan blymoedig het hoofd omhoog!
Der Vaadren God is nog in leeven,
Hy, die U nimmer heeft begeeven,
Houd steeds op U een waakend oog!

Aan de
zeegepralende Helden
op de
Doggersbank.

Voortreflyck Heldenheir! die voor ons Vaderland,
Door Uwen heldenmoed de gloriryksten zeegen
Op 't Britsche moordgespuis roemruchtig hebt verkreegen;
Zie hoe 't ontstooken vuur op 't heilig altaar brand:
..
Ga voort doorluchte Rei! voleind 't begonnen werk,
blijf aan den trotsche Brit de eedle blyken geeven
Dat uwer Vaadren moed Hun kroost is bygebleeven,
Verdeedig verder de Eer van Vaderland en Kerk.

## Publicaties
- Uitspanningen in leedige uuren, gewyd aan zegepraalende helden op de Doggersbank den vijfden Augustus 1781, Amsterdam 1782.[5] Het gaat hier om "de eerste vrugten mijner dichtlievende overdenkingen", schrijft Diersen in de inleiding.
- Gedachten bij het ongelukkig omkomen van den dapperen doch ongelukkigen zeeheld L.M. graave van Welderen, z.p. z.j. [1782].
- Bij de herstelling der Hoogeschool te Utrecht, gedicht ter gelegenheid van het herstel van de Universiteit Utrecht in 1815[6]
- Gedicht (lijkzang) bij het overlijden van hoogleraar Gerard Johan Nahuys (1738-1781, theoloog, taalkundige en voorstander van de inenting tegen kinderpokken)[7][8]